# Habenaria papyracea
Habenaria papyracea är en orkidéart som beskrevs av Rudolf Schlechter. Habenaria papyracea ingår i släktet Habenaria och familjen orkidéer. Inga underarter finns listade i Catalogue of Life.